# Luncarty

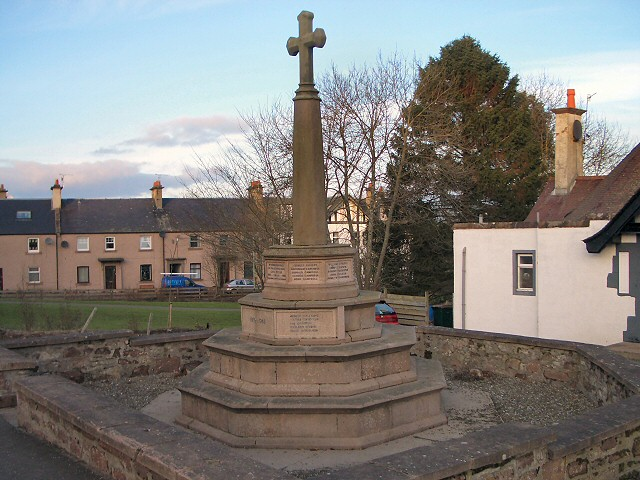
Krigsminnesmärke i Luncarty.

Luncarty är en skotsk ort belägen cirka 6 km norr om Perth, omedelbart väster om vägen A9 och öster om floden Tay, i närheten av baronatet Delvine i kommunen Perth and Kinross. Folkmängden uppgick till 1 680 invånare 2012, på en yta av 0,81 km². Orten är omtalad av den skotske historikern Hector Boece.
Slaget vid Luncarty skall ha stått omkring 990 e.Kr. mellan försvarande skottar och invaderande danska vikingar.
Enligt legenden lyckades en äldre medlem ur Hay vända slagets utgång genom att mana de flyende skotska trupperna med ropet "dör ni hellre i flykt än tappert på fältet?", och därefter tillsammans med sina två söner lett ett dristigt motanfall, vilket fick de danska fienderna att tro att nya skotska trupper hade anlänt. Som tack lät kung Kenneth III samla parlamentet i Scone, tilldela åldringen och dennes två söner (efteråt kända som Hay) all mark längs floden Tay som en falk kunde flyga över innan den slog ned samt adlade dem. Vapenskölden de erhöll anspelar på deras tre sköldar. Legenden har givetvis ifrågasatts som troligen fabricerad av Hector Boece, bland annat för att efternamn inte förekom under vikingatiden
En mer trolig förklaring är att medlemmar ur familjen Hay kom till området längs Tay vid Vilhelm Erövrarens tid. Namnet Hay eller Hayas är belagt som ortnamn i Normandie och bars bland annat av den normandiska riddarättlingen William de Haya 1160 e.Kr.
Det moderna Luncarty grundades 1752 av William Sandeman för att hysa arbetare som jobbade i dennes fält med blekning av linne med mera. Orten har tidigare haft ett järnvägshållplats, och järnvägslinjen mellan Perth och Inverness går fortfarande genom samhället.
Juniorfotbollslaget Luncarty F.C. har haft det senare fotbollsproffset Jimmy Guthrie (1912–1981) som ung medlem. Denne var lagkapten i Portsmouth FC då de 1939 vann FA cupfinalen och tillika ordförande i fotbollsunionen 1946–1957